# Ріккардо Феррі
Ріккардо Феррі (італ. Riccardo Ferri, * 20 серпня 1963, Крема) — колишній італійський футболіст, захисник. Наразі — спортивний оглядач у низці футбольних програм на італійському телебаченні.
Насамперед відомий виступами за клуб «Інтернаціонале», а також національну збірну Італії.
Володар Кубка Італії. Чемпіон Італії. Володар Суперкубка Італії з футболу. Дворазовий володар Кубка УЄФА. 

## Клубна кар'єра
Вихованець футбольної школи клубу «Інтернаціонале». Дорослу футбольну кар'єру розпочав 1981 року в основній команді того ж клубу, в якій провів тринадцять сезонів, взявши участь у 290 матчах чемпіонату.  Більшість часу, проведеного у складі «Інтернаціонале», був основним гравцем захисту команди. У складі «Інтера» виборював усі національні футбольні трофеї, а також двічі ставав володарем Кубка УЄФА.
Завершив професійну ігрову кар'єру у клубі «Сампдорія», за команду якого виступав протягом 1994—1996 років.

## Виступи за збірні
Протягом 1982–1986 років  залучався до складу молодіжної збірної Італії. На молодіжному рівні зіграв у 22 офіційних матчах.
1986 року дебютував в офіційних матчах у складі національної збірної Італії. Протягом кар'єри у національній команді, яка тривала 7 років, провів у формі головної команди країни 45 матчів, забивши 4 голи. У складі збірної був учасником чемпіонату Європи 1988 року у ФРН, на якому команда здобула бронзові нагороди, домашнього чемпіонату світу 1990 року, де італійці також стали третіми.
| Дата       | Місто              | Господарі         | Результат             | Гості          | Турнір                    | Голи | Примітки  |
| ---------- | ------------------ | ----------------- | --------------------- | -------------- | ------------------------- | ---- | --------- |
| 06/12/1986 | Валетта            | Мальта            | 0 – 2                 | Італія         | Відбір до ЧЄ 1988         | 1    |           |
| 24/01/1987 | Бергамо            | Італія            | 5 – 0                 | Мальта         | Відбір до ЧЄ 1988         | -    |           |
| 14/02/1987 | Лісабон            | Португалія        | 0 – 1                 | Італія         | Відбір до ЧЄ 1988         | -    |           |
| 18/04/1987 | Кельн              | ФРН               | 0 – 0                 | Італія         | товариський матч          | -    |           |
| 28/05/1987 | Осло               | Норвегія          | 0 – 0                 | Італія         | товариський матч          | -    |           |
| 03/06/1987 | Стокгольм          | Швеція            | 1 – 0                 | Італія         | Відбір до ЧЄ 1988         | -    |           |
| 23/09/1987 | Піза               | Італія            | 1 – 0                 | Югославія      | товариський матч          | -    |           |
| 17/10/1987 | Берн               | Швейцарія         | 0 – 0                 | Італія         | Відбір до ЧЄ 1988         | -    |           |
| 05/12/1987 | Мілан              | Італія            | 3 – 0                 | Португалія     | Відбір до ЧЄ 1988         | -    |           |
| 20/02/1988 | Барі               | Італія            | 4 – 1                 | СРСР           | товариський матч          | -    |           |
| 31/03/1988 | Спліт              | Югославія         | 1 – 1                 | Італія         | товариський матч          | -    |           |
| 27/04/1988 | Люксембург         | Люксембург        | 0 – 3                 | Італія         | товариський матч          | 1    |           |
| 04/06/1988 | Брешія             | Італія            | 0 – 1                 | Уельс          | товариський матч          | -    |           |
| 10/06/1988 | Дюссельдорф        | ФРН               | 1 – 1                 | Італія         | ЧЄ 1988 - 1-й етап        | -    |           |
| 14/06/1988 | Франкфурт-на-Майні | Італія            | 1 – 0                 | Іспанія        | ЧЄ 1988 - 1-й етап        | -    |           |
| 17/06/1988 | Кельн              | Італія            | 2 – 0                 | Данія          | ЧЄ 1988 - 1-й етап        | -    |           |
| 22/06/1988 | Штутгарт           | СРСР              | 2 – 0                 | Італія         | ЧЄ 1988 - півфінал        | -    |           |
| 19/10/1988 | Пескара            | Італія            | 2 – 1                 | Норвегія       | товариський матч          | 1    |           |
| 16/11/1988 | Рим                | Італія            | 1 – 0                 | Нідерланди     | товариський матч          | -    |           |
| 22/12/1988 | Перуджа            | Італія            | 2 – 0                 | Шотландія      | товариський матч          | -    |           |
| 22/02/1989 | Піза               | Італія            | 1 – 0                 | Данія          | товариський матч          | -    |           |
| 25/03/1989 | Відень             | Австрія           | 0 – 1                 | Італія         | товариський матч          | -    |           |
| 29/03/1989 | Сібіу              | Румунія           | 1 – 0                 | Італія         | товариський матч          | -    |           |
| 22/04/1989 | Верона             | Італія            | 1 – 1                 | Уругвай        | товариський матч          | -    |           |
| 26/04/1989 | Таранто            | Італія            | 4 – 0                 | Угорщина       | товариський матч          | 1    |           |
| 20/09/1989 | Чезена             | Італія            | 4 – 0                 | Болгарія       | товариський матч          | -    |           |
| 14/10/1989 | Болонья            | Італія            | 0 – 1                 | Бразилія       | товариський матч          | -    |           |
| 11/11/1989 | Віченца            | Італія            | 1 – 0                 | Алжир          | товариський матч          | -    |           |
| 15/11/1989 | Лондон             | Англія            | 0 – 0                 | Італія         | товариський матч          | -    |           |
| 09/06/1990 | Рим                | Італія            | 1 – 0                 | Австрія        | ЧС 1990 - 1-й етап        | -    |           |
| 14/06/1990 | Рим                | Італія            | 1 – 0                 | США            | ЧС 1990 - 1-й етап        | -    |           |
| 19/06/1990 | Рим                | Італія            | 2 – 0                 | Чехословаччина | ЧС 1990 - 1-й етап        | -    |           |
| 25/06/1990 | Рим                | Італія            | 2 – 0                 | Уругвай        | ЧС 1990 - 1/8 фіналу      | -    |           |
| 30/06/1990 | Рим                | Італія            | 1 – 0                 | Ірландія       | ЧС 1990 - чвертьфінал     | -    |           |
| 03/07/1990 | Неаполь            | Аргентина         | 1 – 1 д.ч. (4-3 п.п.) | Італія         | ЧС 1990 - півфінал        | -    |           |
| 07/07/1990 | Барі               | Італія            | 2 – 1                 | Англія         | ЧС 1990 - матч за 3 місце | -    | 3-є місце |
| 26/09/1990 | Палермо            | Італія            | 1 – 0                 | Нідерланди     | товариський матч          | -    |           |
| 17/10/1990 | Будапешт           | Угорщина          | 1 – 1                 | Італія         | Відбір до ЧЄ 1992         | -    |           |
| 03/11/1990 | Рим                | Італія            | 0 – 0                 | СРСР           | Відбір до ЧЄ 1992         | -    |           |
| 01/05/1991 | Салерно            | Італія            | 3 – 1                 | Угорщина       | Відбір до ЧЄ 1992         | -    |           |
| 05/06/1991 | Осло               | Норвегія          | 2 – 1                 | Італія         | Відбір до ЧЄ 1992         | -    |           |
| 13/11/1991 | Генуя              | Італія            | 1 – 1                 | Норвегія       | Відбір до ЧЄ 1992         | -    |           |
| 19/02/1992 | Чезена             | Італія            | 4 – 0                 | Сан-Марино     | товариський матч          | -    |           |
| 04/06/1992 | Бостон             | Італія            | 2 – 0                 | Ірландія       | USA Cup                   | -    |           |
| 06/06/1992 | Чикаго             | США               | 1 – 1                 | Італія         | USA Cup                   | -    |           |
| Усього     |                    | Матчів (53 місце) | 45                    |                | Голів                     | 4    |           |

## Титули і досягнення
- Чемпіон Італії (1):

«Інтернаціонале»: 1988-89
- Володар Кубка Італії (1):

«Інтернаціонале»:  1981–82
- Володар Суперкубка Італії з футболу (1):

«Інтернаціонале»: 1989
- Володар Кубка УЄФА (2):

«Інтернаціонале»: 1990-91, 1993-94
- Бронзовий призер чемпіонату світу: 1990